# 45 Dywizja Strzelecka (1919–1932)
45 Dywizja Strzelców – dywizja piechoty Armii Czerwonej okresu wojny polsko-bolszewickiej. Wiosną 1920 wchodziła w skład 14 Armii.

## Formowanie i walki
Sformowana latem 1919 w rejonie Odessy. Weszła w skład 12 Armii. Początkowo walczyła w rejonie Odessy i Żytomierza.
W listopadzie 1919 została przydzielona do 14 Armii, by marcu 1920 powrócić w skład 12 Armii i zastąpić nad Wołkiem zdemoralizowaną 44 Dywizję Strzelców.
Toczyła walki z polską 5 Dywizją Piechoty, poniosła duże straty i podobnie jak 44 DS została wycofana na tyły.
W czerwcu 1920 wzięła udział w ofensywie Armii Czerwonej na Ukrainie i walczyła pod Białą Cerkwią i Dubnem. W sierpniu wzmocniła 1 Armię Konną pod Lwowem. Na przełomie sierpnia i września  bezskutecznie próbowała zdobyć Busk. Po podpisaniu rozejmu z Polską brała udział w walkach z oddziałami Ukraińskiej Republiki Ludowej.
23 kwietnia 1920 odwodowe formacje tejże dywizji zostały zaatakowane przez 2 Brygadę Halicką.
Wskutek ofensywy kijowskiej Wojska Polskiego 45 DS jako jednostka taktyczna praktycznie przestała istnieć. Po uzupełnieniu składu w maju 1920 wyruszyła w marsz na Ładożyn nad Bohem.
30 czerwca 1920 w okolicach Grycowa 45 DS starła się z polską 18 Dywizją Piechoty ze składu 6 Armii.
17 sierpnia 1920 dywizja bez powodzenia walczyła w okolicach Płońska, po czym nastąpił odwrót wojsk bolszewickich trwający aż do 25 sierpnia.

## Dowódcy dywizji
- Iona Jakir (X 1919 – 1V 1921)[1]

## Struktura organizacyjna
sierpień 1920
- dowództwo dywizji
- 133 Brygada Strzelców (397 ps, 398 ps, 399 ps)
- 134 Brygada Strzelców (400 ps, 401 ps, 402 ps)
- 135 Brygada Strzelców (403 ps, 404 ps, 405 ps)
- Samodzielna Brygada Kawalerii Kotowskiego (1 pk, 2 pk, ba 3-cal)